# James Brolin
Pour les articles homonymes, voir Brolin.
James Brolin est un acteur, réalisateur et producteur américain, né le 18 juillet 1940 à Los Angeles, en Californie (États-Unis). Le rôle qui le fit connaître dans le monde entier est celui du jeune Dr Steven Kiley dans la série télévisée américaine Docteur Marcus Welby (1969-1976). Il est aussi connu pour avoir joué le rôle de George Lutz dans le classique de l'horreur Amityville : La Maison du diable (The Amityville Horror), un film américain réalisé par Stuart Rosenberg en 1979.

## Biographie
Brolin est né Craig Kenneth Bruderlin à Westwood Village, à Los Angeles, en Californie. Il est le fils d'Helen Sue (née Mansur), une femme au foyer et de Henry Hurst Bruderlin (1911-2002), un entrepreneur en construction et est l'aîné de deux frères et deux sœurs. Enfant, il était apparemment plus intéressé par les animaux et les avions. Il a commencé à en construire un qu'il a fait voler vers ses 10 ans. Particulièrement fasciné par l'acteur James Dean il a commencé à tourner des films 8 mm. C'est son camarade de classe Ryan O'Neal qui lui a permis de vaincre sa timidité et de se lancer dans le métier d'acteur.
En 1982, Albert R. Broccoli lui propose de succéder à Roger Moore dans le rôle de James Bond dans le film Octopussy. Moore demandait alors un cachet trop élevé pour revenir. La nationalité américaine de Brolin ne semble pas poser de problème à Broccoli.  Le producteur le prend sous son aile, lui fait découvrir Londres et lui cherche même un appartement pour l'année à venir. Finalement, Roger Moore revient dans le rôle.

## Vie privée
Il a deux enfants de son union avec Jane Cameron Agee depuis 1966, directrice de casting : Josh Brolin et Jess Brolin. Ils se sont rencontrés pour la série télévisée Batman. Celle-ci est décédée dans un accident de voiture le 13 février 1995.
En 1985, il rencontre l'actrice Jan Smithers sur le tournage de Hôtel et ils se marient en 1986. Le couple a une fille Molly Elizabeth, née en 1987. Ils divorcent en 1995
James Brolin est l'époux de Barbra Streisand depuis le 1er juillet 1998.
Il est un grand amateur de courses automobiles, il a participé aux 24 Heures du Nürburgring 1979 au sein de l'équipe AMC Spirit.

## Filmographie

### Comme acteur

#### Années 1960
- 1963 : Ah si papa savait ça ! (Take Her, She's Mine) d'Henry Koster : étudiant à l'aéroport
- 1964 : Au revoir, Charlie (Goodbye Charlie) de Vincente Minnelli : invité à la fête
- 1965 : Chère Brigitte (Dear Brigitte) d'Henry Koster : étudiant au Leaf Rally
- 1965 : L'Encombrant Monsieur John (John Goldfarb, Please Come Home) de J. Lee Thompson : Quarterback de Notre Dame
- 1965 : L'Express du colonel Von Ryan (Von Ryan's Express) de Mark Robson : le soldat Ames
- 1966 : Notre homme Flint (Our Man Flint) de Daniel Mann : Technicien
- 1966 : Le Voyage fantastique (Fantastic Voyage) de Richard Fleischer : Technicien
- 1966 : Tiens bon la rampe, Jerry (Way… Way Out) de Gordon Douglas : Ted Robertson
- 1967 : The Cape Town Affair (en) de Robert D. Webb : Skip McCoy
- 1968 : L'Étrangleur de Boston (The Boston Strangler) de Richard Fleischer : Sgt. Phil Lisi
- 1969 : Le Virginien (TV) saison 7 épisode 17 (Crime wave in Buffalo springs) : Nel Trumbull
- 1969-1976 : Marcus Welby, M.D. (TV) : Dr Steven Kiley

#### Années 1970
- 1972 : Alerte à la bombe (Skyjacked) de John Guillermin : Jerome K. Weber
- 1972 : Short Walk to Daylight (TV) : Tom Phelan
- 1973 : Class of '63 (TV) : Joe Hart
- 1973 : Trapped (TV) : Chuck Brenner
- 1973 : Mondwest ou Le Monde de l'Ouest au Québec (Westworld) de Michael Crichton : John Blane
- 1976 : Gable et Lombard (Gable and Lombard) de Sidney J. Furie : Clark Gable
- 1977 : Enfer mécanique (The Car) d'Elliot Silverstein : Wade Parent
- 1978 : Capricorn One de Peter Hyams : col. Charles Brubaker
- 1978 : Steel Cowboy (TV) : Clayton Pfanner
- 1979 : Amityville : La Maison du diable (The Amityville Horror) de Stuart Rosenberg : George Lutz

#### Années 1980
- 1980 : Fort Bronx (Night of the Juggler) de Robert Butler : Sean Boyd
- 1981 : Les Risques de l'aventure (High Risk) de Stewart Raffill : Stone
- 1982 : The Ambush Murders (TV) : Paul Marshall
- 1982 : Mae West (TV) : Jim Timony
- 1983 : White Water Rebels (TV) : Mike McKay
- 1983 : Cowboy (TV) : Ward McNally
- 1983 : Hôtel (Hotel) (série télévisée) : Peter McDermott (1983-1988)
- 1985 : Enquête à Beverly Hills (Beverly Hills Cowgirl Blues) (TV) : Harry Wilde
- 1986 : Intimate Encounters (TV) : Nick Atkins
- 1986 : Hold the Dream (en) (TV) : Ross Nelson
- 1987 : Escroquerie à la mort (Deep Dark Secrets) de Robert Michael Lewis (téléfilm) : Michael Wakefield
- 1989 : The Ultimate Challenge de Larry G. Brown
- 1989 : Finish Line (TV) : Martin Shrevelow

#### Années 1990
- 1990 : Back Stab (bg) de Jim Kaufman (en) : Cliff Murphy
- 1990 : Bad Jim de Clyde Ware : B.D. Sweetman
- 1990 : Voice of the Heart (TV) : Victor Mason
- 1990 : High Score de Gustav Ehmck : Budetzky
- 1990 : Nightmare on the 13th Floor (en) (TV) : Doctor Alan Lanier
- 1991 : Ted and Venus de Bud Cort : Max Waters
- 1991 : And the Sea Will Tell (TV) : Mac Graham
- 1992 : City Boy (TV) : Tom McLean
- 1992 : Twin Sisters (vidéo) : Michael Mallory
- 1992 : Une mère, deux filles (Gas, Food Lodging) d'Allison Anders : John
- 1992 : Les Routes de la liberté (The Sands of Time) (TV) : col. Acoca
- 1993 : Paper Hearts de Rod McCall : Henry
- 1993 : Visions criminelles (Visions of Murder) (TV) : Hal
- 1993 : Gunsmoke: The Long Ride (en) (TV) : John Parsley
- 1993 : Beyond the Call (TV) : Hôte
- 1993 : Angel Falls (en) (série télévisée) : Luke Larson
- 1994 : We the People de Brent Huff : Alan Lesard
- 1994 : Le Petit Ange (en) (Relative Fear) de George Mihalka : dét. Atwater
- 1994 : Parallel Lives (en) (TV) : Professeur Spencer Jones
- 1994 : The Visual Bible: Acts (en) de Regardt van den Bergh (en) (vidéo) : Simon Peter
- 1994 : A Perry Mason Mystery: The Case of the Grimacing Governor (TV) : Ryan Allison
- 1994 : Indecent Behavior II de Carlo Gustaff : Liam O'Donnell
- 1995 : La Piste de l'assassin (Tracks of a Killer) d'Harvey Frost : David Hawkner
- 1995 : Terminal Virus (TV) : McCabe
- 1995 : Der schwarze Fluch – Tödliche Leidenschaften (TV)
- 1995 : The Expert de Rick Avery et William Lustig : Warden Munsey
- 1995 : Extrême (en) (Extreme) (série télévisée) : Reese Wheeler (1995)
- 1996 : Blood Money de John Sheppird : Lt. Kincaid
- 1996 : Panique sur le vol 285 (Hijacked: Flight 285) (TV) : Ron Showman
- 1996 : Hart to Hart: Harts in High Season (TV) : Elliott Manning
- 1996 : Le Poids du passé (To Face Her Past) (TV) : Greg Hollander
- 1997 : Pensacola (Pensacola: Wings of Gold) (série télévisée)
- 1997 : My Brother's War (it) : John Hall
- 1997 : California (série télévisée)
- 1997 : The Haunted Sea de Dan Golden et Daniel Patrick : Captain Ramsey
- 1997 : Savate d'Isaac Florentine : col. Jones
- 1997 : World of Discovery (série télévisée) : Hôte
- 1997 : El Aroma del Copal d'Antonio Gonzalo : John Richardson
- 1997 : Goodbye America (en) de Thierry Notz : Ed Johnson
- 1997 : Lewis & Clark & George (en) de Rod McCall : Reverend Red
- 1998 : A Marriage of Convenience (TV) : Mason Whitney
- 1999 : Double trahison (To Love, Honor & Betray) (TV) : Ted Brennan

#### Années 2000
- 2000 : Skyscrapers: Going Up (TV) : Narrateur
- 2000 : Un monde à part (de) (Children of Fortune) (TV) : Dave Passenger
- 2000 : Traffic de Steven Soderbergh : général Ralph Landry
- 2002 : Le Maître du déguisement (The Master of Disguise) de Perry Andelin Blake : Fabbrizio Disguisey
- 2002 : À la Maison-Blanche : Gouverneur Richie
- 2002 : Antwone Fisher de Denzel Washington : le capitaine
- 2002 : Arrête-moi si tu peux (Catch Me If You Can) de Steven Spielberg : Jack Barnes
- 2003 : Ivresse et Conséquences (A Guy Thing) de Chris Koch : Ken Cooper
- 2003 : The Reagans (en) (TV) : Ronald Reagan
- 2005 : Fatale séduction (Widow on the Hill) (TV) : Hank Cavanaugh
- 2005 : Cyclone Catégorie 7 : Tempête mondiale (Category 7: The End of the World) (TV) : Donny Hall
- 2005 : Monk (saison 3 épisode 14) (TV) : Daniel Thorn
- 2006 : The Alibi de Matt Checkowski et Kurt Mattila : Bob Hatch
- 2006 : Un mariage malgré tout ! (Wedding Wars) (TV) : gouverneur Conrad Welling
- 2007 : The American Standards de Joe Wehinger : Jack Jennings
- 2007 : The Hunting Party de Richard Shepard : Franklin Harris
- 2008 : New York, unité spéciale (Law and Order: Special Victims Unit) : colonel Dick Finley (saison 10, épisode 4: Retour sur Terre)
- 2008 : Lost City Raiders (au Québec, le titre est Le Secret du monde englouti) (TV) de Jean de Segonzac : John Kubiak
- 2009 : Last Chance for Love de Joel Hopkins
- 2009 : Psych : Enquêteur malgré lui (série télévisée) : shérif Hank Mendel

#### Années 2010
- 2010 : Burlesque de Steve Antin : M.. Anderson
- 2011 : Amour, Mariage et Petits Tracas (Love, Wedding, Marriage) (TV) : Bradley
- 2013 : Castle (saison 5 épisode 16) (TV) : Jackson Hunt
- 2013 : Community (saison 4 épisode 5) (TV) : William Winger
- 2013 : Un chien pour Noël de Larry A. McLean : Bo McCray
- 2014 : Castle (saison 6 épisode 12) (TV) : Jackson Hunt
- 2014 : Elsa et Fred (Elsa & Fred) de Michael Radford
- 2015 : L'Amour par accident (Accidental Love) de David O. Russell : sénateur Bramen (film tourné en 2008 ayant connu des problèmes durant la production)
- 2015-2019 : Life in Pieces (série télévisée, rôle principal) : John Short

#### Années 2020
- 2025 : Nouvelle vie à Ransom Canyon (Ransom Canyon) (série TV) : Cap Fuller

### Comme réalisateur
- 1989 : L'Équipée du Poney Express (The Young Riders) (série télévisée)
- 1997 : My Brother's War (it)

### Comme producteur
- 1994 : We the People
- 1997 : Pensacola (Pensacola: Wings of Gold) (série télévisée)
- 2007 : The American Standards